# 大野勢太郎
大野 勢太郎（おおの せいたろう、本名：大野 正（おおの ただし）、1947年4月24日 - ）は、日本のフリーアナウンサー。レディオパワープロジェクト所属。元文化放送アナウンサー。東京都出身。

## 経歴
東京都立志村高等学校、早稲田大学政治経済学部卒業。1970年文化放送入社。1988年に同社を退社、フリーアナウンサーとして独立し、自らが代表を務める「サンズトラスト」（現・レディオパワープロジェクト）を創立。
以降はNACK5を中心に、古巣の文化放送にも多く出演する。また、地方局のテレビ、ラジオ番組のレギュラーを持った経験がある。
彩の国さいたま魅力づくり推進協議会委員、さいたま市サッカーのまちづくり推進協議会委員を歴任した。

## 出演番組
全てエフエムナックファイブ
- THE SEITARO★RADIO SHOW「1700」（月 - 木 17:00 - 17:50 生放送）（2020年3月30日 - ）
- サッカースタジアムライブ（放送は不定期生放送）

## ゲスト
- 秘密のケンミンショー(NNN/NNS)「辞令は突然に」の埼玉県を舞台とした回でゲスト出演した。

## 過去の出演番組

### 文化放送
- 大相撲熱戦十番（実況）
- 文化放送ホームランナイター（実況、ヤクルト担当レポート、スタジオ担当）
- ザ・マンザイクイズ
- 大野勢太郎のおはようラジオ1134[1]
- 大野勢太郎の日曜昼型ラジオ

### NACK5
- NACK5レポート番組末期の金曜日担当
- ファンファンサッカー （土 6:00-7:00 収録放送）
- WARMING-UP MUSIC （月-木 6:00-9:00 生放送）（1990年4月 - 2016年9月29日）
- 大野勢太郎 HYPER RADIO（金 6:00-9:00 生放送）（2010年10月 - 2016年9月30日）
- セイタロー&ケイザブロー おとこラジオ（金 24:00-25:00 収録放送）
- 大野勢太郎の楽園ラジオ〜パワー全開!!〜（土 8:00-15:00 生放送）（2016年10月1日 - 2020年3月28日）

### その他
- プロ野球列伝～不滅のヒーローたち～（テレビ愛知　インタビュアー、ナレーション）
- サンデースロープ（KBCラジオ）
- WOWOWスーパーサッカー・イタリアセリエA中継（WOWOW）
- せい太郎のざぁーっとサタデー（熊本放送 土曜昼間の情報ワイド番組、司会）
- 陽あたり良好（アニメ劇場版）　場内アナウンス

## CMナレーション
- 埼玉トヨタ
- 大野建設（埼玉県行田市）
- BASEBALL ALLSTAR'S、FOOTBALL ALLSTAR'S(コナミデジタルエンタテインメント)
- 所沢航空記念公園
- 株式会社住協
- SPDセキュリA
- 酒蔵力

## 音楽
- NAKAMA ～想いはひとつ～ feat. Seitaro Ohno / Gendy

## ラジオアプリ
- 勢太郎の海賊ラジオ